# WordPerfect Office
WordPerfect Office je kancelářský balík, který vytváří a distribuuje společnost Corel Corporation. Dříve byl vlastněn společnostmi Borland a Novell.
Jeho hlavní součásti jsou:
- WordPerfect, textový procesor
- Quattro Pro, tabulkový procesor
- Paradox, databáze.
- Corel Presentations, program na tvorbu prezentací
- Trellix, nástroj na tvorbu webu
- CorelCENTRAL
- Dragon NaturallySpeaking, rozpoznávání řeči (není ve standardní verzi)